# روبن لود
روبن لود (بالفنلندية: Robin Lod) هو لاعب كرة قدم فنلندي في مركز الوسط ولد في يوم 17 أبريل 1993 في مدينة هلسنكي عاصمة فنلندا، يلعب حالياً مع نادي باناثينايكوس في اليونان وسبق له اللعب مع نادي كلوبي ونادي هلسنكي ونادي فآسا، في سنة 2013 بدأ باللعب مع منتخب فنلندا لكرة القدم ويبلغ طوله 180 سم.

## روابط خارجية
- روبن لود على موقع الاتحاد الدولي (مؤرشف)  (الإنجليزية)
- روبن لود على موقع الاتحاد الأوربي (الإنجليزية)
- روبن لود على موقع الدوري الأمريكي (الإنجليزية)
- روبن لود على موقع قاعدة بيانات كرة القدم.إي يو (الإنجليزية)
- روبن لود على موقع ناشيونال فوتبول تيمز (الإنجليزية)
- روبن لود على موقع Soccerway.com (الإنجليزية)
- روبن لود على موقع عالم كرة القدم.نت (الإنجليزية)
- روبن لود على موقع AS.com (الإسبانية)